# 조선민주주의인민공화국의 고속도로

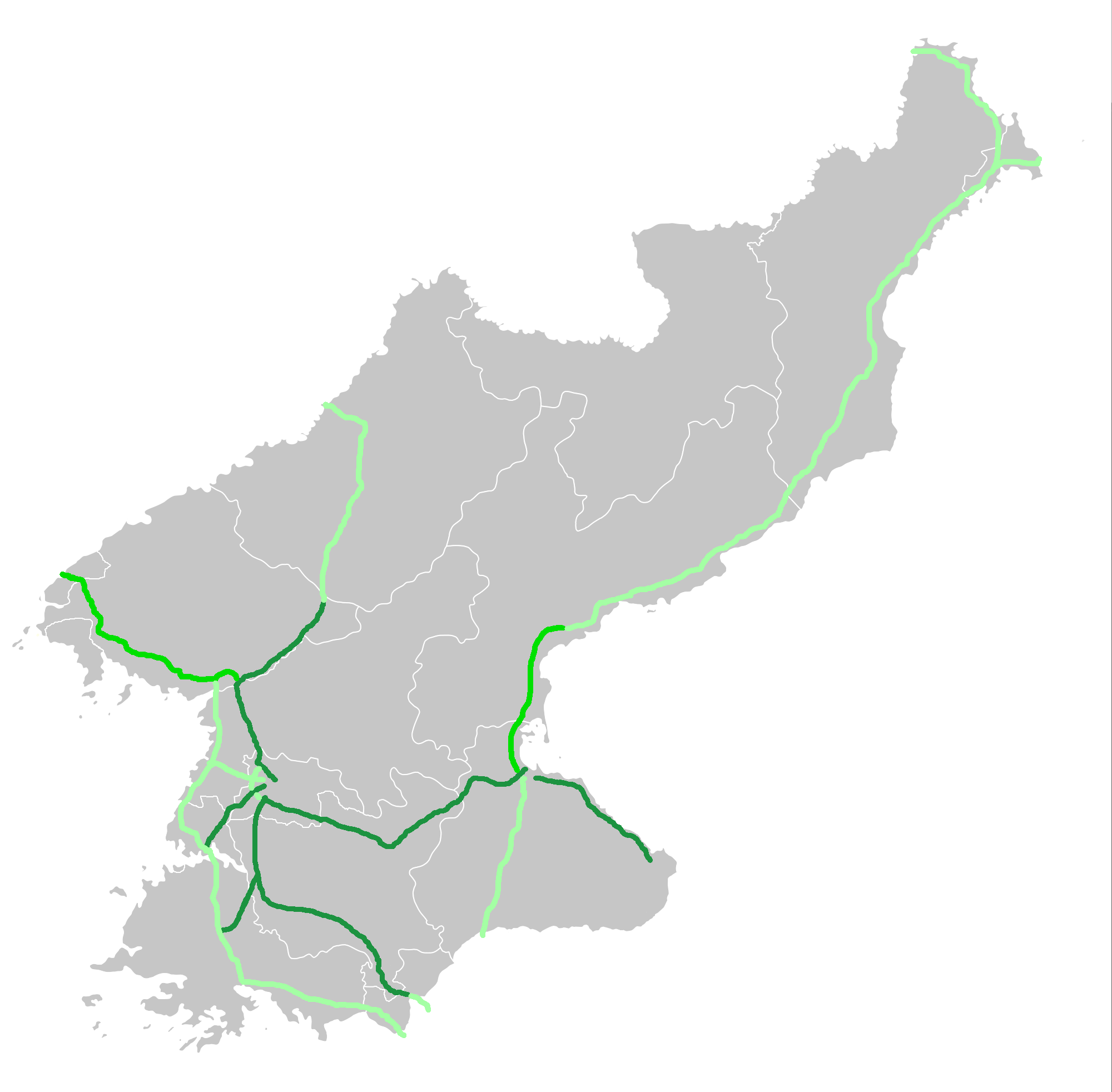
조선민주주의인민공화국의 고속도로 노선

조선민주주의인민공화국의 고속도로는 조선민주주의인민공화국에 건설된 모든 고속도로를 통칭하여 이르는 말이다.

## 노선
- 평양원산관광도로
- 평양개성고속도로
- 평양희천고속도로
- 청년영웅도로
- 원산금강산고속도로
- 사리원신천고속도로
- 평양신의주고속도로(건설중)
- 평양강동고속도로